# André Levesque
 (septembre 2012).
André Levesque, né le 29 juillet 1909 à Angers et mort le 24 avril 2008 à Flayosc dans le département du Var, est un prêtre catholique, chercheur en philosophie et sociologie français et l’un des fondateurs de la Mission de France.

## Éléments de biographie
Diplômé de sciences politiques, il travaille dans l’enseignement puis dirige des groupes de recherches expérimentales comme la SARES (filiale de SEMA METRA International, actuel groupe Atos) avant de créer la Société d'Étude et de Recherche Sociologiques (SERS). Il est aussi fondateur de la Fondation André-Levesque pour l'avenir de la relation (FAR) en 2005, hébergée par l'Académie des sciences morales et politiques, Institut de France. Il a participé à la « Charte de la Terre » élaborée par le « Earth Council » au Costa Rica,.

## Ouvrages
- André Lévesque, Partenaires multiples et projet commun : Comment réussir l'impossible, Paris, L'Harmattan, 1993, 317 p. (ISBN 2-7384-2090-7 et 978-2738420909, présentation en ligne, lire en ligne)
- André Lévesque, Le problème psychologique des migrations rurales : étude du problème psychologique des migrations rurales en Ille-et-Vilaine, Association nationale des migrations rurales, 1958, 214 p. (présentation en ligne)
- André Lévesque, La relation ou la dynamique des contraires, CERS (présentation en ligne)